# 山上氏
山上氏（やまがみし）は、鎌倉時代から戦国時代にかけて上野国赤城山南麓に拠った武士。藤原秀郷の子孫で、藤姓足利氏（源姓の足利氏とは別系統）の一族。足利家綱の子・五郎高綱に始まる。

## 概要
藤姓足利氏の足利五郎高綱は、勢多郡山上保を領し、山上氏を称した。『吾妻鏡』や『平治物語』に名前が散見する。居城は山上城。ただし初期の山上氏の居館は現在の城址ではなく、城址東方の善昌寺付近ともいわれる。
『吾妻鏡』では、元暦2年（1185年）に高綱の子・太郎高光、建暦3年（1214年）に孫の四郎時光が見受けられ、御家人として活動している。建長3年（1251年）には弥四郎秀盛という名もある。
元弘3年（1333年）の千早城攻めには山上太郎跡が鎌倉幕府方で参戦した。しかし南北朝時代には一族が分裂したらしく、南朝側には新田義貞に従った山上六郎衛門、北朝側には足利方の山上十郎太郎がみえる。その後、観応の擾乱が起こると、山上十郎公秀は足利尊氏方につき、同族の大胡氏などとともに、足利直義方の桃井直常や長尾氏らに対して笠懸野で合戦に及んでいる。この合戦は山上・大胡方の敗北だったが、尊氏方の宇都宮氏綱が上野に進攻したため、最終的には尊氏方の勝利の形になっている。
長享の乱では山上氏は上杉方となった。しかし古河公方側についた佐野氏によって居城・山上城を落とされている。のちに由良氏の支援で奪回するが、山上氏は由良氏の影響下に入った。天文10年（1541年）、厩橋長野氏と由良氏が対立するに及んで山上氏は厩橋長野氏側へと離反した。しかし後北条氏が上野国守護上杉憲政を破り上野に侵攻してくると、これに圧迫される。その後は憲政の名跡を継いだ上杉謙信と小田原の後北条氏との間で揺れ動くことになる。謙信没後は武田勝頼も東上州に進攻し、さらにこの勢力を渡り歩く由良氏との関係もあって山上城は旗印を様々に変えた。山上氏は城主としてあったと思われるが、武将名はみえない。時期は不明だが、この抗争のなかで没落していったとみられる。
江戸期の軍記物『新田老談記』および『唐沢城老談記』には、山上城主・山上道及が登場する。弘治元年（1555年）北条氏康によって山上城が落城し、彼は下野国の佐野氏のもとへ逃れたが、山上氏は没落した。そして氏秀は佐野氏家臣となったが、のち佐野氏が後北条氏側につくと天徳寺宝衍と共に浪人し、武田信玄、次いで滝川一益に仕えたという。しかし『新田老談記』はその信憑性に疑問が付いており、彼が実在の人物なのかは不明である。
『上州故城塁記』によれば、山上藤七郎氏秀が永禄年間に後北条氏によって追い落とされ、その後長尾顕長、武田信玄、滝川一益に臣従し、入道して道及を名乗ったという。